# 绥定苓菊
绥定苓菊（学名：Jurinea suidunensis）为菊科苓菊属的植物，是中国的特有植物。分布在中国大陆的新疆等地，目前尚未由人工引种栽培。